# Tylecodon tuberosus
Tylecodon tuberosus är en fetbladsväxtart som beskrevs av H. Tölken. Tylecodon tuberosus ingår i släktet Tylecodon och familjen fetbladsväxter. Inga underarter finns listade i Catalogue of Life.